# 7240 Hasebe
A 7240 Hasebe (ideiglenes jelöléssel 1989 YG) a Naprendszer kisbolygóövében található aszteroida. Y. Mizuno, T. Furuta fedezte fel 1989. december 19-én.